# 513
Het jaar 513 is het 13e jaar in de 6e eeuw volgens de christelijke jaartelling.

## Gebeurtenissen

### Europa
- Vitalianus, Byzantijns generaal, komt in opstand tegen keizer Anastasius I. Hij krijgt in Thracië steun van de bevolking en verzamelt een expeditieleger. Dit zijn voornamelijk Hunnen en Bulgaren, voormalige foederatie (bondgenoten) van het Byzantijnse Rijk.
- Vitalianus marcheert naar Constantinopel en ontvangt een delegatie in zijn legerkamp bij Hebdomon (huidige Turkije). Na de onderhandelingen schenkt Anastasios I hem de titel magister militum per Thracias.
- Vitalianus trekt zich terug naar Moesië en ontbindt het leger. Kort daarna stuurt Anastasios I een Byzantijns leger (± 80.000 man) onder bevel van zijn neef Hypatius. De opstand wordt hervat en zal duren tot 515.

### Perzië
- Koning Kavad I bekeert zich tot het mazdakisme en voert religieuze hervormingen door. Hij laat andere geloofsgemeenschappen hun bezittingen afnemen. De Joodse gemeenschap komt in Ctesiphon in opstand.

## Religie
- Vigor wordt benoemd tot bisschop van Bayeux (Frankrijk). Hij treedt krachtig op tegen het heidendom en sticht later een klooster in Saint-Vigor-le-Grand.